# Gustav Hauser
Gustav Hauser (Nördlingen, 13 luglio 1856 – Erlangen, 30 giugno 1935) è stato un patologo e batteriologo tedesco.

## Biografia
Studiò medicina presso le università di Monaco di Baviera e Erlangen, dove lavorò come assistente nella clinica ginecologica sotto Paul Zweifel e presso l'istituto patologico di Friedrich Albert von Zenker. Nel 1883 ottenne la sua abilitazione per anatomia patologica e batteriologia, e nel 1895 divenne professore ordinario e direttore dell'istituto di patologia di Erlangen.
Nel 1885, Hauser fu il primo a isolare il bacillo Proteus vulgaris.

## Opere
- Zur Histogenese des Cylinderepithelcarcinoms, 1883.
- Das chronische Magengeschwür; sein Vernarbungsprocess und dessen Beziehungen zur Entwicklung des Magencarcinoms, 1883.
- Über Faulnissbacterien und deren Beziehungen zur Septicamie; ein Beitrag zur Morphologie der Spaltpilze, 1885.
- Das Cylinderepithel-Carcinom des Magens und des Dickdarms, 1890.
- Ueber die Protozoen als Krankheitserreger und ihre Bedeutung für die Entstehung der Geschwülste, 1895.[3]